# ニュース (東京事変のアルバム)
『ニュース』は、2020年4月8日にユニバーサルミュージック内のレーベル・EMI Recordsより発売された日本のバンド・東京事変の2作目の
EPである(通算7枚目)。
初回生産分のみニュース紙ジャケット仕様、“再生”記念・お楽しみシリアルナンバー封入。

## 概要
本作は第3期東京事変として"再生"して以来初のアルバムで、アルバムとしては2013年2月に発売された『Hard Disk』より約7年ぶり、スタジオ・アルバムとしては『color bars』より約8年ぶりとなる。本作にはメンバー全員がそれぞれ作曲した新曲を1曲ずつ持ち寄った5曲が収録されており（『color bars』とは異なり全曲を椎名林檎が作詞しボーカルを行う）、収録曲のタイトルは『大発見』、『color bars』同様全て全角7文字に揃えられている。
「1つのニュース番組の中でも、さまざまな切り口が用意されている」「一見、関連がなさそうなそれぞれのトピックが、実は関わり合っている」ということを今回のアルバムで表している。
本作発売直前の2020年4月3日には、テレビ朝日系列『ミュージックステーション』で、収録曲の「永遠の不在証明」と「能動的三分間」を披露し、東京事変として"再生"以来初の出演を果たした。

## 収録曲
1. 選ばれざる国民（The Lower Classes）
  - 2020年1月1日より"再生"の発表とともに配信限定でリリースされた楽曲[13]。
  - 音楽ナタリーによる椎名林檎のインタビューでは、『某都民』の続きとして描かれた楽曲となっている[14]。
  - 歌詞の 「直ぐ美味しく 凄く美味しく」は日清チキンラーメンのCMの「すぐおいしい、すごくおいしい」、「在ると良いなが在る」はコンビニエンスストアam/pmの「あるといいな、がある」のオマージュ。
2. うるうるうるう（Leap & Peal）
  - 椎名林檎のインタビューでは、作曲する伊澤一葉が「博多弁で書いてほしい」と言うことから、最初は「あまおういちご」という曲名で作詞し始め、ひと通り書いてみたが、ボツとなり、本曲が出来たと話している[14]。なお、博多弁で書かれた曲は後に「名実共に」というタイトルで発表されている。またこの曲は第71回NHK紅白歌合戦（令和2年/2020年）で披露された。
  - 歌詞の「自称美しい人はより美しく そうでない方はそれなりに皆、閏え！」は、「フジカラー」のCMの「 美しい人はより美しく、そうでない方はそれなりに」のオマージュ。
  - アウトロのスキャットは、椎名曰く「 特徴的な低音の持ち主」である伊澤、刄田、浮雲が担当。
3. 現役プレイヤー（Active Players）
  - WOWOWテニス2020シーズン イメージソング[15]
  - 1人4小節ずつリフを始めて徐々に加わっていく作りになっていることから、浮雲は「バンドやろうぜ」というタイトルを提案した。
  - アウトロの「OK？」は伊澤の声。
4. 猫の手は借りて（The Cat From Outer Space）
  - デモの段階でアンサンブルは出来た状態だったが、曲の尺・構成についてはメンバー全員で手を加えた。
  - ほかの曲の歌詞では「人生」という言葉を用いているが、椎名はあえてこの曲では避けている。
5. 永遠の不在証明（The Scarlet Alibi）
  - 『名探偵コナン 緋色の弾丸』 主題歌[16]
  - タイアップ発表時には、「このような暗躍モノこそ、我々東京事変の十八番です。恐縮しつつも、今作本編の余韻という火種に、油を注いで着火するような一曲をご用意致しました。」とコメントした[16]。
  - 2020年2月29日より先行配信された[16]。児玉裕一によりミュージック・ビデオも制作された[17]。本曲を収録したCDは予定通り発売されたが、映画公開は新型コロナウイルス感染拡大防止のため、1年延期された。

### 楽曲クレジット
全作詞：椎名林檎、全編曲：東京事変
| #         | タイトル           | 作詞      | 作曲     | 時間 |
| --------- | ------------------ | --------- | -------- | ---- |
| 1.        | 「選ばれざる国民」 |           | 浮雲     | 4:12 |
| 2.        | 「うるうるうるう」 |           | 伊澤一葉 | 4:09 |
| 3.        | 「現役プレイヤー」 |           | 亀田誠治 | 3:00 |
| 4.        | 「猫の手は借りて」 |           | 刄田綴色 | 4:15 |
| 5.        | 「永遠の不在証明」 |           | 椎名林檎 | 4:23 |
| 合計時間: | 合計時間:          | 合計時間: | 20:02    |      |

## タイアップ
| 楽曲               | タイアップ                             | 起用年   |
| ------------------ | -------------------------------------- | -------- |
| 「現役プレイヤー」 | WOWOWテニス2020シーズン イメージソング | 2020年 - |
| 「永遠の不在証明」 | 『名探偵コナン 緋色の弾丸』 主題歌     | 2021年   |

## チャート成績
2020年4月7日付のオリコンデイリーアルバムランキングで初登場2位を獲得。
2020年4月20日付のオリコン週間アルバムランキングでは30,407枚を売り上げ、初登場2位を獲得し、2020年4月20日付のオリコン週間合算アルバムランキングでは33,441ptで初登場2位を獲得した。
また、2020年4月度のオリコン月間アルバムランキングでは34,783枚を売り上げ、3位を獲得した。
2020年4月20日付のBillboard Japan Hot Albumsでは初登場2位を獲得した。

## チャートと売上
| \| チャート（2020年） \| 最高 順位 \| \| ----------------------------------- \| --------- \| \| Billboard Japan Hot Albums[19] \| 2 \| \| Billboard Japan Top Album Sales[20] \| 2 \| \| Billboard Japan Download Albums[21] \| 4 \| \| オリコン週間アルバムチャート[22] \| 2 \| |           |
| チャート（2020年） | 最高 順位 |
| Billboard Japan Hot Albums | 2         |
| Billboard Japan Top Album Sales | 2         |
| Billboard Japan Download Albums | 4         |
| オリコン週間アルバムチャート | 2         |

### 認定とセールス
| 国/地域                                             | 認定 | 認定/売上数                        |
| --------------------------------------------------- | ---- | ---------------------------------- |
| 日本 (RIAJ)                                         | N/A  | 39,000（フィジカルCD) （オリコン） |
| * 認定のみに基づく売上数 ^ 認定のみに基づく出荷枚数 |      |                                    |